# Nannocharax ogoensis
Nannocharax ogoensis és una espècie de peix de la família dels citarínids i de l'ordre dels caraciformes.

## Morfologia
- Els adultss poden assolir 4,2 cm de longitud total.[2][3]

## Hàbitat
És un peix d'aigua dolça i de clima tropical.

## Distribució geogràfica
Es troba a la conca del riu Ogowe al Gabon a l'Àfrica.